# عبدالغنی شهد
عبدالغنی شهد (انگلیسی: Abdul Ghani Shahad؛ زادهٔ ۷ مارس ۱۹۶۸) بازیکن سابق و مربی فوتبال اهل عراق است.
از باشگاه‌هایی که در آن بازی کرده‌است می‌توان به نجف اشاره کرد.